# Digitaria filiformis
Digitaria filiformis là một loài thực vật có hoa trong họ Hòa thảo. Loài này được (L.) Koeler mô tả khoa học đầu tiên năm 1802.